# Bistum Cerignola-Ascoli Satriano
Das Bistum Cerignola-Ascoli Satriano (lateinisch Dioecesis Ceriniolensis-Asculana Apuliae, italienisch Diocesi di Cerignola-Ascoli Satriano) ist eine in Italien gelegene römisch-katholische Diözese mit Sitz in Cerignola.

## Geschichte
Im 11. Jahrhundert wurde das Bistum Ascoli Satriano errichtet. Am 14. Juni 1819 wurde das Bistum Ascoli Satriano durch Papst Pius VII. mit der Apostolischen Konstitution Quamquam per Nuperrimam in Bistum Ascoli Satriano und Cerignola umbenannt. 
Das Bistum Ascoli Satriano und Cerignola wurde am 30. April 1979 dem Erzbistum Foggia als Suffraganbistum unterstellt. Am 30. September 1986 wurde das Bistum Ascoli Satriano und Cerignola in Bistum Cerignola-Ascoli Satriano umbenannt.

## Weblinks

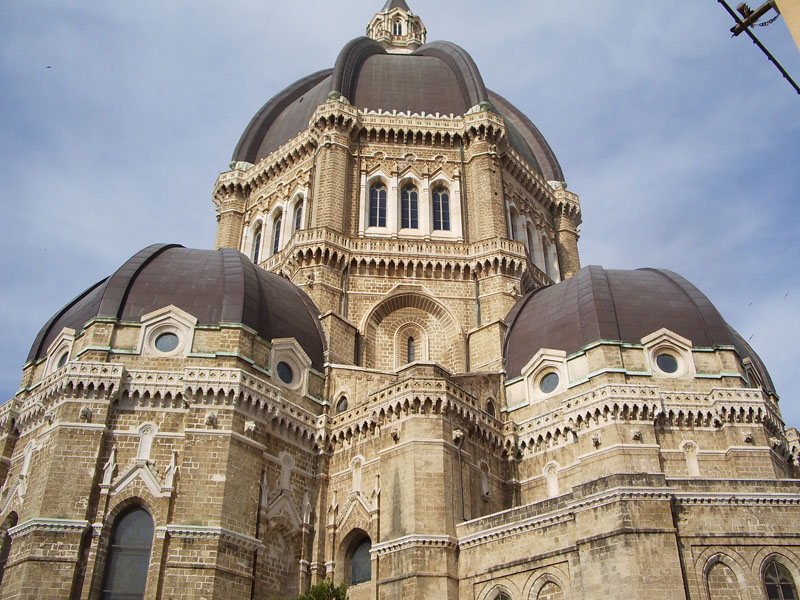
Kathedrale von Cerignola (Duomo Tonti)